# Bellver de Cerdanya
Bellver de Cerdanya este o localitate în Spania în comunitatea Catalonia în provincia Lleida. În 2006 avea o populație de 1.902 locuitori.
1. ↑  Nomenclátor Geográfico de Municipios y Entidades de Población (20240402 edition)
2. ↑   https://www.segre.com/es/noticias/comarcas/2022/05/17/laia_serra_nova_alcaldessa_bellver_cerdanya_despres_dimissio_porta_arran_una_polemica_edificacio_171288_1091.html Lipsește sau este vid: |title= (ajutor)
3. 1 2   http://www.idescat.cat/pub/?id=aec&n=925&t=2016 Lipsește sau este vid: |title= (ajutor)